# Rolling Stone – 100 nejlepších kytaristů všech dob
Toto je žebříček 100 nejlepších kytaristů všech dob podle ankety časopisu Rolling Stone. V roce 2003 uveřejnil časopis Rolling Stone seznam s názvem 100 největších kytaristů všech dob. Tento seznam zahrnoval 100 kytaristů, které časopis považoval za nejlepší. První v tomto seznamu je americký kytarista Jimi Hendrix. Seznam je sestaven silně ve prospěch amerických blues rockových kytaristů. V roce 2011 vznikl nový seznam, který dali dohromady různí kytaristé.

## Žebříček podle Rolling Stone
| 1. Jimi Hendrix (The Jimi Hendrix Experience) 2. Duane Allman (Allman Brothers Band) 3. B. B. King 4. Eric Clapton (Cream, Blind Faith, The Yardbirds) 5. Robert Johnson 6. Chuck Berry 7. Stevie Ray Vaughan 8. Ry Cooder (Buena Vista Social Club) 9. Jimmy Page (The Yardbirds, Led Zeppelin) 10. Keith Richards (Rolling Stones) 11. Kirk Hammett (Metallica) 12. Kurt Cobain (Nirvana) 13. Jerry Garcia (Grateful Dead) 14. Jeff Beck (The Yardbirds, The Jeff Beck Group) 15. Carlos Santana (Santana) 16. Johnny Ramone (The Ramones) 17. Jack White (The White Stripes) 18. John Frusciante (Red Hot Chili Peppers) 19. Richard Thompson (Fairport Convention) 20. James Burton 21. George Harrison (The Beatles) 22. Mike Bloomfield (Paul Butterfield Blues Band) 23. Warren Haynes (The Allman Brothers Band) 24. The Edge (U2) 25. Freddie King 26. Tom Morello (Rage Against the Machine a Audioslave) 27. Mark Knopfler (Dire Straits) 28. Stephen Stills (Buffalo Springfield, Crosby, Stills, Nash and Young) 29. Ron Asheton (The Stooges) 30. Buddy Guy 31. Dick Dale 32. John Cipollina (Quicksilver Messenger Service, Terry and the Pirates, man) 33. Lee Ranaldo (Sonic Youth) 34. Thurston Moore (Sonic Youth) 35. John Fahey 36. Steve Cropper (Booker T. & the M.G.'s) 37. Bo Diddley 38. Peter Green (Fleetwood Mac) 39. Brian May (Queen) 40. John Fogerty (Creedence Clearwater Revival) 41. Clarence White (Byrds) 42. Robert Fripp (King Crimson) 43. Eddie Hazel (Funkadelic) 44. Scotty Moore (The Blue Moon Boys) 45. Frank Zappa (The Mothers of Invention) 46. Les Paul 47. T-Bone Walker 48. Joe Perry (Aerosmith) 49. John McLaughlin (Mahavishnu Orchestra) 50. Pete Townshend (The Who) 51. Paul Kossoff (Free) 52. Lou Reed (The Velvet Underground) 53. Mickey Baker 54. Jorma Kaukonen (Jefferson Airplane) 55. Ritchie Blackmore (Deep Purple) 56. Tom Verlaine (Television) 57. Roy Buchanan (The Snakestretchers) 58. Dickey Betts (The Allman Brothers Band) 59. Jonny Greenwood (Jonny Greenwood) 60. Ed O'Brien (Radiohead) 61. Ike Turner 62. Zoot Horn Rollo (The Magic Band) 63. Danny Gatton 64. Mick Ronson (Mott the Hoople, David Bowie) 65. Hubert Sumlin 66. Vernon Reid (Living Colour) 67. Link Wray (Link Wray and his Ray Men) 68. Jerry Miller (Moby Grape) 69. Steve Howe (Yes) 70. Eddie Van Halen (Van Halen) 71. Lightnin' Hopkins 72. Joni Mitchell 73. Trey Anastasio (Phish) 74. Johnny Winter 75. Adam Jones (Tool) 76. Ali Farka Touré 77. Henry Vestine (Canned Heat) 78. Robbie Robertson (The Band) 79. Cliff Gallup (The Blue Caps) 80. Robert Quine (The Voidoids 81. Derek Trucks (The Allman Brothers Band) 82. David Gilmour (Pink Floyd) 83. Neil Young (Buffalo Springfield, Crosby, Stills, Nash & Young) 84. Eddie Cochran 85. Randy Rhoads (Ozzy Osbourne) 86. Tony Iommi (Black Sabbath) 87. Joan Jett (The Runaways) 88. Dave Davies (The Kinks) 89. D. Boon (The Minutemen) 90. Glen Buxton (Alice Cooper) 91. Robby Krieger (The Doors) 92. Fred Sonic Smith 93. Wayne Kramer (MC5) 94. Bert Jansch (Pentangle) 95. Kevin Shields (My Bloody Valentine) 96. Angus Young (AC/DC) 97. Robert Randolph (Robert Randolph and the Family Band) 98. Leigh Stephens (Blue Cheer) 99. Greg Ginn (Black Flag) 100. Kim Thayil (Soundgarden) | 1. Jimi Hendrix 2. Jimmy Page 3. Jeff Beck 4. Eric Clapton 5. Keith Richards 6. B.B. King 7. Chuck Berry 8. Eddie Van Halen 9. Duane Allman 10. Pete Townshend 11. George Harrison 12. Stevie Ray Vaughan 13. Albert King 14. David Gilmour 15. Freddie King 16. Derek Trucks 17. Neil Young 18. Les Paul 19. James Burton 20. Carlos Santana 21. Chet Atkins 22. Frank Zappa 23. Buddy Guy 24. Angus Young 25. Tony Iommi 26. Brian May 27. Bo Diddley 28. Johnny Ramone 29. Scotty Moore 30. Elmore James 31. Ry Cooder 32. Billy Gibbons 33. Prince 34. Curtis Mayfield 35. John Lee Hooker 36. Randy Rhoads 37. Mick Taylor 38. The Edge 39. Steve Cropper 40. Tom Morello 41. Mick Ronson 42. Mike Bloomfield 43. Hubert Sumlin 44. Mark Knopfler 45. Link Wray 46. Jerry Garcia 47. Stephen Stills 48. Jonny Greenwood 49. Muddy Waters 50. Ritchie Blackmore 51. Johnny Marr 52. Clarence White 53. Otis Rush 54. Joe Walsh 55. John Lennon 56. Albert Collins 57. Rory Gallagher 58. Peter Green 59. Robbie Robertson 60. Ron Asheton 61. Dickey Betts 62. Robert Fripp 63. Johnny Winter 64. Duane Eddy 65. Slash 66. Leslie West 67. T-Bone Walker 68. John McLaughlin 69. Richard Thompson 70. Jack White 71. Robert Johnson 72. John Frusciante 73. Kurt Cobain 74. Dick Dale 75. Joni Mitchell 76. Robby Krieger 77. Willie Nelson 78. John Fahey 79. Mike Campbell 80. Buddy Holly 81. Lou Reed 82. Nels Cline 83. Eddie Hazel 84. Joe Perry 85. Andy Summers 86. J Mascis 87. James Hetfield 88. Carl Perkins 89. Bonnie Raitt 90. Tom Verlaine 91. Dave Davies 92. Dimebag Darrell 93. Paul Simon 94. Peter Buck 95. Roger McGuinn 96. Bruce Springsteen 97. Steve Jones 98. Alex Lifeson 99. Thurston Moore 100. Lindsey Buckingham |